# Dicronychus variatus
Dicronychus variatus là một loài bọ cánh cứng trong họ Elateridae. Loài này được Desbroches des Loges miêu tả khoa học năm 1875.